# Konferenz der Gleichstellungs- und Frauenminister der Länder
Die Konferenz der Gleichstellungs- und Frauenministerinnen, -minister, -senatorinnen und -senatoren der Länder (GFMK) ist die Fachministerkonferenz, die Grundlinien für eine gemeinsame Gleichstellungs- und Frauenpolitik in der Bundesrepublik Deutschland festlegt und Maßnahmen zur Chancengleichheit von Frauen und Männern beschließt, um Benachteiligungen in den unterschiedlichsten Lebensbereichen abzubauen. 

## Geschichte
Die erste, konstituierende Sitzung fand am 7. November 1991 in Potsdam statt. Mit der Einrichtung der GFMK nach dem Vorbild der anderen Fachministerkonferenzen wurde dem Umstand Rechnung getragen, dass nach und nach in allen Bundesländern Ministerien geschaffen wurden, die für die Gleichstellungs- und Frauenpolitik zuständig waren. Ziel ist es, in Hinblick auf die Gleichstellungs- und Frauenpolitik zu möglichst einheitlichen Auffassungen und Regelungen unter den Ländern zu gelangen, um so der Forderung nach Gleichberechtigung mehr Nachdruck zu verleihen. 

## Rhythmus und Mitglieder
Die GFMK tagt üblicherweise einmal jährlich. Die Hauptkonferenz wird jeweils durch eine Vorkonferenz vorbereitet. Bei Bedarf können weitere Konferenzen einberufen
werden. Die Mitglieder der GFMK sind die für die Gleichstellungs- und Frauenpolitik zuständigen Ministerinnen, Minister, Senatorinnen und Senatoren der Länder. Die zuständige Bundesministerin nimmt als ständiger Gast an der GFMK teil.

## Vorsitz und Geschäftsführung
Die Konferenz der Gleichstellungs- und Frauenminister der Länder ist eine ständige Einrichtung mit jährlich wechselndem Vorsitz. Seit der Gründung im Jahr 1991 lag der Vorsitz bei:
- 1991: Brandenburg
- 1992: Baden-Württemberg
- 1993: Nordrhein-Westfalen
- 1994: Sachsen
- 1995: Schleswig-Holstein
- 1996: Bayern
- 1997: Sachsen-Anhalt
- 1998: Hessen
- 1999: Berlin
- 2000: Niedersachsen
- 2001: Thüringen
- 2002: Bremen
- 2003: Rheinland-Pfalz
- 2004: Saarland
- 2005: Mecklenburg-Vorpommern
- 2006: Hamburg

Seit 2007 wiederholt sich diese Reihenfolge. Im Jahr 2025 hat das Land Nordrhein-Westfalen den Vorsitz inne.